# Gomphomastax bulbosus
Gomphomastax bulbosus är en insektsart som beskrevs av Adrienne Garai, 2002. Gomphomastax bulbosus ingår i släktet Gomphomastax och familjen Eumastacidae. Inga underarter finns listade i Catalogue of Life.